# 張繼 (中華民國)
張繼（1882年8月—1947年12月15日），原名溥，字溥泉，河北滄县人，中國國民黨黨員，西山會議派的主要成員之一。

## 生平

### 早年
张继生于沧县东南孙清屯。7岁入私塾读书。16岁父親张以南任保定莲池书院斋长，張繼在書院學習。在書院他認識了一位日本汉学家中岛裁之，18岁时随其留学日本早稻田大学学习经济，在此期間開始接觸革命思想，結識了章太炎、黃興、孫中山等。後因和鄒容一起剪掉清朝在日監學姚文甫的辮子而被驅逐回國。回國後張繼任章太炎主辦的《蘇報》參議，後又參與改辦《國民日日報》。不久因广西巡抚王之春遇刺未遂案牽連被捕。出獄后重赴日本，1905年加入同盟會，任同盟会机关报《民报》编辑兼发行人。1908年1月，因參與日本無政府主義组织金曜会活動，遭日本警方追捕，不久离开社会主义讲习会和日本，轉赴法國巴黎，在當地同李石曾創辦《新世紀》。为了实践无政府主义理想，张继亲自前往法国北部艾格勒蒙一个无政府新村中体验无政府主义者的生活，但经过仔细体会后认为无政府主义在现实世界是无法实现的，于是决心放弃。

### 辛亥革命後

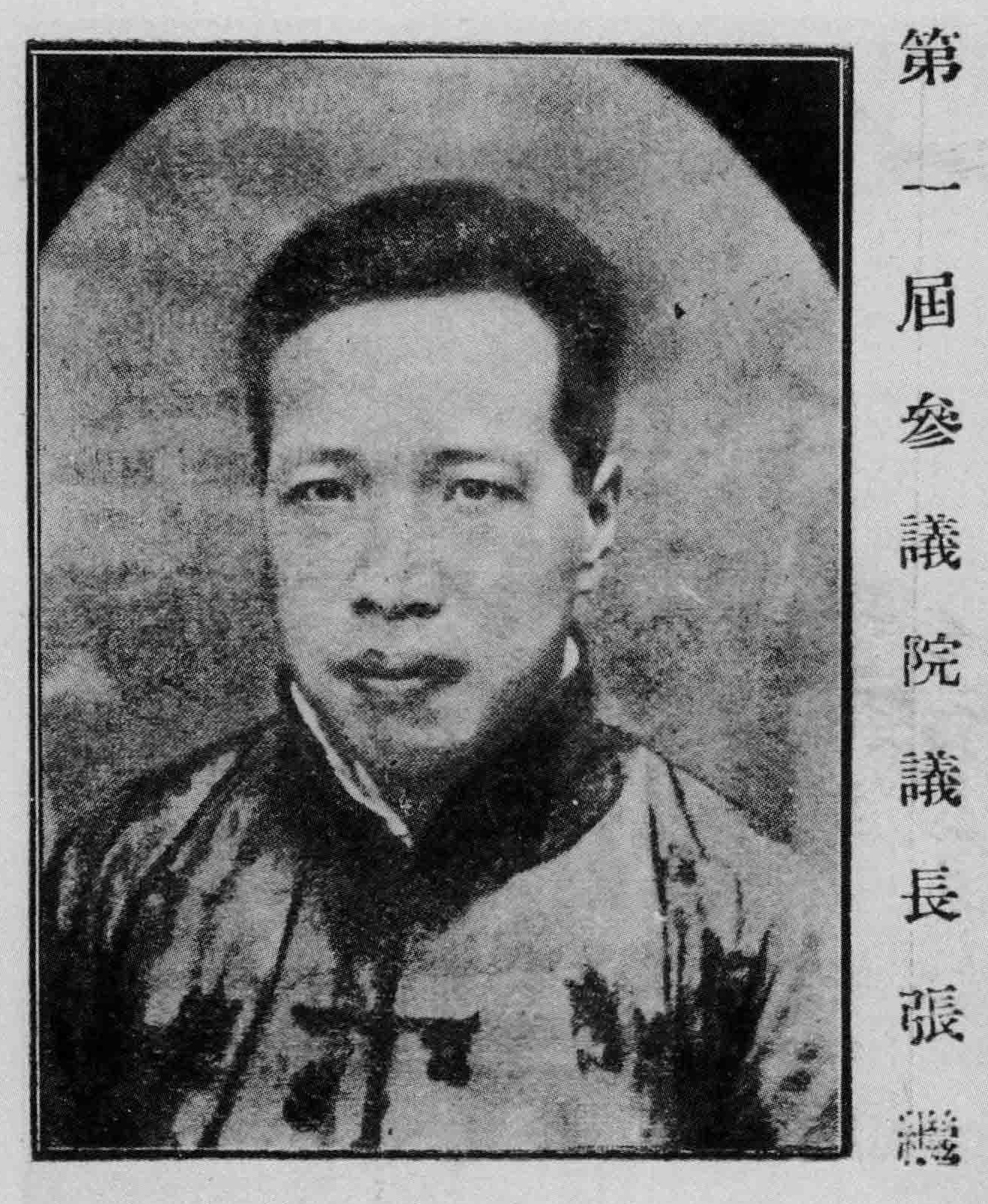
1919年的张继

辛亥革命爆发后張繼回国，參與创建改组国民党。民国成立后，经过南京两次全体会议，通过了新的党章，宣布同盟会正式改组为政党。张继被选为交际部主任，负责党内联络及吸收党员等工作。1913年張繼在民元国会上被選為第一任參議院議長。不久因宋教仁遇刺事件，國民黨人為袁世凱驅逐。張繼赴九江讨袁，失败後追隨孫中山流亡赴日本，參與建立中華革命黨。
1916年，袁世凱死後，國會重開，國民黨議員多以張繼在北京的寓所活動。1917年7月中旬，孫中山在廣州發動護法運動，張繼和戴季陶於8月下旬同到日本，與日本朝野及政府官員會商，張後任廣州軍政府駐日代表，又赴歐美爭取華僑支持。
1920年張繼回國後，先後任任广东军政府顾问、国民党北方部主持人、国民党广州特设办事处干事长；1924年1月国民党第一次全国代表大会上，張繼被选为国民党第一届中央监察委员。

### 西山會議派活動

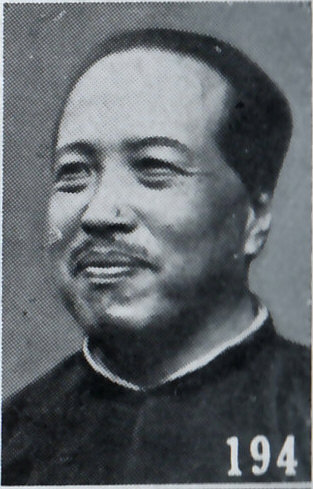

張繼曾支持孫中山的聯俄容共，1922年8月下旬，由孙中山、张继介绍李大钊等中共党员正式加入国民党。1923年国民党北京地区党务负责人盧釗指稱李大釗为“首鼠两端”的“骑墙人”，反對李大釗假意国共合作，張繼亦持相似看法；反對容共。1924年6月他和謝持、鄧澤如聯名提出《彈劾共產黨案》，為此受孫中山斥責，乃至避走上海。。孫中山去世後，鄒魯、謝持等在北京西山召開「國民黨一屆四中全會」，張繼因病未參加，但簽名表示支持；為此張繼受到國民黨第二次全國代表大會的書面警告。後張繼又出席了西山會議派的國民黨第二次全國代表大會，直到寧漢復合，新桂系主導的特別委員會成立，西山會議派活動才告一段落。

### 政府任職

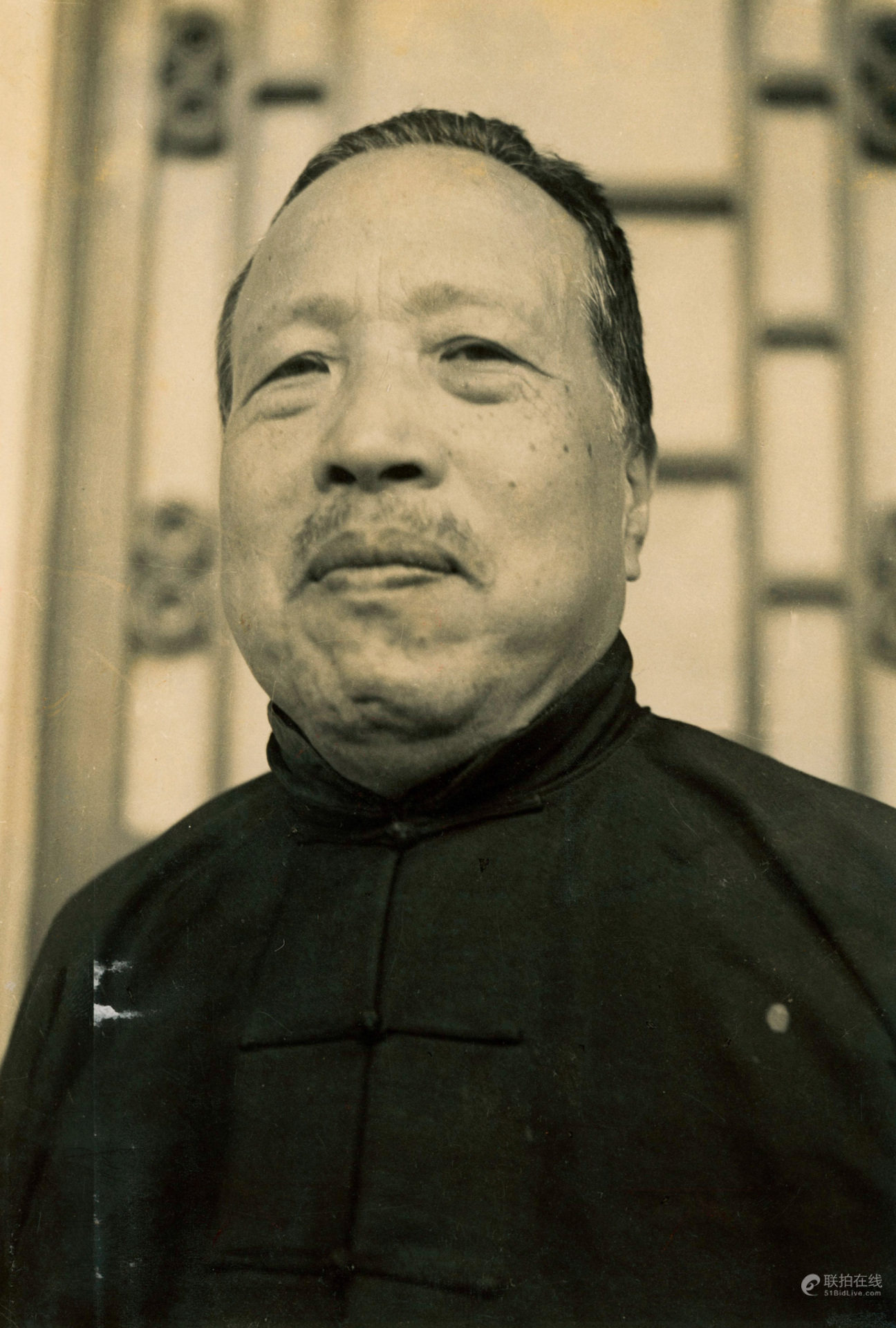
1940年代末期的张繼

北伐結束後張繼任南京國民政府司法院副院長兼北平政治分會主席。後任國民黨中央監察委員、國民會議主席團委員等。九一八事件爆發後，爲了應對日本和國內共產黨，張繼參與調停當時國民黨的寧粵分裂。同年底張繼被任為立法院院長，但他未就職。一二八事變後國民政府籌畫遷往洛陽并以西安為陪都，張繼任西京籌委會委員長，後兼任國民黨華北辦事處主任。此後張繼往來於洛陽、西安和北京。
西安事變之後，國共重新合作。張繼曾於1939年訪問延安。晚年多參與編寫國民黨黨史和民國史的撰寫，也參與了故宮博物院的建立，并連任國府委員和國民黨中央監察委員。1946年出席制憲國民大會并被選為主席團成員。年底出任國史館館長。次年年底在南京病逝。

## 軼聞
- 1935年汪精衛遇刺之時，張繼拉住刺客孫鳳鳴使其就範。
- 張繼訪問延安，並未改善他對共產黨的印象，只「愈覺厭惡」[7]
- 張繼之子張琨於1945年死於成都，死因不明。張繼認為兒子死於謀殺，並請來法醫權威做了謀殺鑒定。為此法庭判決幾度更改。[8]
- 現任中國國民黨榮譽主席之一的連戰，其父連震東早年即投靠追隨張繼，連戰也因此在西安出生。

### 書籍
- 鄭匡民. . （原始内容存档于2021-08-19）.。
- 陳三井.  (PDF). （原始内容 (PDF)存档于2014-11-13）.
- 徐友春. . 河北人民出版社. 2007. ISBN 9787202030141.
- 黃德昭. .  第二卷. 中華書局. 1980.

| 教育職務         | 教育職務                           | 教育職務    |
| ---------------- | ---------------------------------- | ----------- |
| 前任： 無 新職銜 | 天主教輔仁大學董事長 1929年—1934年 | 繼任： 于斌 |